# Ludwig Ziegler und Klipphausen-Dambrau
Ludwig Ziegler und Klipphausen-Dambrau (ur. 1770,  zm. 1845) - właściciel Dąbrowy (niem. Dambrau), Lipowej (niem. Polnisch Leipe), Sokolnik (niem. Sokollnik) oraz Ciepielowic (niem. Scheppelwitz). 
Starosta (niem. Landrat) powiatu niemodlińskiego (niem. Landkreis Falkenberg O.S.) w okresie od roku 1813 do 1818 roku.